# Dichocerina pilicornis
Dichocerina pilicornis är en tvåvingeart som beskrevs av Borgmeier 1971. Dichocerina pilicornis ingår i släktet Dichocerina och familjen puckelflugor. Inga underarter finns listade i Catalogue of Life.